# Джефферсон (округ, Флорида)
Дже́фферсон (англ. Jefferson County) — округ штата Флорида Соединённых Штатов Америки. На 2000 год в нем проживало 12 902 человека. По оценке бюро переписи населения США в 2005 году население округа составляло 14 490 человек. Окружным центром является город Монтиселло.

## История
Округ Джефферсон был сформирован в 1827 году. Он был назван в честь Томаса Джефферсона, третьего президента Соединённых Штатов, занимавшего этот пост с 1801 по 1809 года.